# Supercoupe des Pays-Bas de football 2015
Navigation
Édition précédente Édition suivante
La supercoupe des Pays-Bas 2015 (néerlandais : Johan Cruijff Schaal XX) est la vingt-sixième édition de la Supercoupe des Pays-Bas, épreuve qui oppose le champion des Pays-Bas au vainqueur de la Coupe des Pays-Bas. Disputée le 2 août 2015 à l'Amsterdam ArenA devant 24 000 spectateurs, la rencontre est remportée par le PSV Eindhoven aux dépens du FC Groningue 3 buts à 0.